# مارثا كوفين رايت
مارثا كوفين رايت (بالإنجليزية: Martha Coffin Wright)‏ هي سفرجات أمريكية، ولدت في 25 ديسمبر 1806 في بوسطن في الولايات المتحدة، وتوفي بنفس المكان في 1875.